# Enicospilus hubeiensis
Enicospilus hubeiensis är en stekelart som beskrevs av Tang 1990. Enicospilus hubeiensis ingår i släktet Enicospilus och familjen brokparasitsteklar. Inga underarter finns listade i Catalogue of Life.